# Omri Altman
Omri Altman (in ebraico עומרי אלטמן‎?; Ramat Gan, 23 marzo 1994) è un calciatore israeliano, centrocampista dell'Hapoel Tel Aviv.

## Carriera

### Club
Altman ha firmato per il Fulham nell'estate 2011. Dal quel momento, è stato schierato nella squadra riserve.
Nel luglio 2013 Altman ritorna al Maccabi Tel Aviv in prestito per un anno.

### Nazionale
Ha giocato 5 partite per Israele under 21, con una rete all'attivo. È stato incluso nell'elenco dei convocati del commissario tecnico Guy Luzon in vista del campionato europeo Under-21 2013.